# Левингстон, Клифф
Клифф Ю́джин Ле́вингстон (англ. Clifford Eugene Levingston; род. 4 января 1961, Сан-Диего, Калифорния) — американский баскетболист, двукратный чемпион НБА (1991, 1992, «Чикаго Буллз»).

## Карьера

### Карьера игрока
Начал заниматься баскетболом в колледже Уичито, где выступал за команду «Уичито Стэйт Шокерс». В 1982 году на драфте был выбран командой «Детройт Пистонс» под 9-м номером.
После двух сезонов в «Пистонс» Левингстон был продан в «Атланту Хокс», где провёл большую часть профессиональной карьеры.
В сезоне 1986 года за «Атланту Хокс» игрок вернулся в матч, несмотря на пять фолов. В матче сезона из-за травм не могли принять участие Доминик Уилкинс и Энтони Карр, а Кевин Уиллис, Стотт Кастингс, Спад Уэбб и Клифф Левингстон перебрали профессиональных замечаний и прекратили выступление. После того, как Док Риверс был вынужден покинуть площадку, в заявке «Хокс» оказалось всего четыре игрока. Из-за неясностей в правилах, Левингстону, как последнему игроку, получившему пять персональных замечаний, было разрешено вернуться в игру, а его команде возвращение стоило технического фола.
После шести сезонов выступлений за «Атланту» Левингстон перешёл в клуб «Чикаго Буллз», с которым дважды становился чемпионом НБА. В сезоне 1992 года перешёл в команду греческой лиги ПАОК, в 1993 году выступал за итальянский клуб «Баклер» (Болонья). В 1994 году вернулся в НБА, где присоединился к «Денвер Наггетс», в котором и закончил профессиональную карьеру.

### Карьера тренера
В 2000 году начал карьеру на тренерской должности, став помощником тренера в команде «Форт-Уэйн Фьюри», представляющей Континентальную баскетбольную ассоциацию. В 2001 году перешёл в команду «Додж-Сити Ледженд» Баскетбольной лиги США, где также занимал должность помощника тренера. В 2002 году возглавил команду, в первом же сезоне под руководством Левингстона «Додж-Сити Ледженд» выиграли чемпионат Баскетбольной лиги, а тренер получил звание Тренера года лиги.
С 2003 по 2004 год Левингстон работал в качестве помощника тренера в команде «Гарлем Глобетроттерс». В 2004 году тренировал «Сент-Луис Флайт», представляющую Американскую баскетбольную ассоциацию. В 2005 году стал помощником тренера «Гэри Стилхедс», представляющей Континентальную баскетбольную ассоциацию. В этом году «Стилхедс» продемонстрировали лучшую игру с момента создания команды, хотя и не смогли выиграть в матче за чемпионство. В 2006 году Левингстон являлся помощником тренера в «Канзас Кэгерз», а в ноябре этого же года официально стал главным тренером «Гэри Стилхедс» на сезон 2007 года.
Осенью 2007 года Майкл Рэй Ричардсон покинул пост главного тренера «Оклахома Кэвелри», представляющей Баскетбольную лигу США, а Левингстон занял вакантную должность.
Осенью 2011 года Левингстон стал помощником тренера в колледже Маркетт в Мичигане, северная Индиана.
В 2012 году Левингстон стал вторым тренером «Рочестер Рэйзоршаркс».

## Личная жизнь
В 2003 году суд постановил лишить Левингстона свободы на четыре месяца за неуплату алиментов.

## Статистика

### Статистика в НБА
| Сезон                                                                                    | Команда | Регулярный сезон | Регулярный сезон | Регулярный сезон | Регулярный сезон | Регулярный сезон | Регулярный сезон | Регулярный сезон | Регулярный сезон | Регулярный сезон | Регулярный сезон | Регулярный сезон | Серия плей-офф | Серия плей-офф | Серия плей-офф | Серия плей-офф | Серия плей-офф | Серия плей-офф | Серия плей-офф | Серия плей-офф | Серия плей-офф | Серия плей-офф | Серия плей-офф |
| Сезон                                                                                    | Команда | GP               | GS               | MPG              | FG%              | 3P%              | FT%              | RPG              | APG              | SPG              | BPG              | PPG              | GP             | GS             | MPG            | FG%            | 3P%            | FT%            | RPG            | APG            | SPG            | BPG            | PPG            |
| ---------------------------------------------------------------------------------------- | ------- | ---------------- | ---------------- | ---------------- | ---------------- | ---------------- | ---------------- | ---------------- | ---------------- | ---------------- | ---------------- | ---------------- | -------------- | -------------- | -------------- | -------------- | -------------- | -------------- | -------------- | -------------- | -------------- | -------------- | -------------- |
| 1982/83                                                                                  | Детройт | 62               | 5                | 14,2             | 48,5             | 0,0              | 57,1             | 3,7              | 0,8              | 0,4              | 0,6              | 5,6              | Не участвовал  | Не участвовал  | Не участвовал  | Не участвовал  | Не участвовал  | Не участвовал  | Не участвовал  | Не участвовал  | Не участвовал  | Не участвовал  | Не участвовал  |
| 1983/84                                                                                  | Детройт | 80               | 24               | 21,8             | 52,5             | 0,0              | 67,2             | 6,8              | 1,4              | 0,6              | 1,0              | 7,3              | 5              | 0              | 20,2           | 78,9           | 0,0            | 62,5           | 4,8            | 0,2            | 0,2            | 0,4            | 8,0            |
| 1984/85                                                                                  | Атланта | 74               | 53               | 27,3             | 52,7             | 0,0              | 65,3             | 7,6              | 1,4              | 0,9              | 0,9              | 9,8              | Не участвовал  | Не участвовал  | Не участвовал  | Не участвовал  | Не участвовал  | Не участвовал  | Не участвовал  | Не участвовал  | Не участвовал  | Не участвовал  | Не участвовал  |
| 1985/86                                                                                  | Атланта | 81               | 35               | 24,0             | 53,4             | 0,0              | 67,8             | 6,6              | 0,9              | 0,9              | 0,5              | 9,3              | 9              | 0              | 21,1           | 59,5           | 100,0          | 77,8           | 4,6            | 0,3            | 0,4            | 1,0            | 5,8            |
| 1986/87                                                                                  | Атланта | 82               | 10               | 22,5             | 50,5             | 0,0              | 73,1             | 6,5              | 0,5              | 0,6              | 0,8              | 8,0              | 9              | 0              | 12,0           | 38,9           | 0,0            | 77,8           | 3,8            | 0,3            | 0,0            | 0,3            | 3,1            |
| 1987/88                                                                                  | Атланта | 82               | 32               | 26,0             | 55,7             | 50,0             | 77,2             | 6,1              | 0,9              | 0,6              | 1,0              | 10,0             | 12             | 0              | 13,6           | 48,0           | 0,0            | 75,0           | 2,2            | 0,6            | 0,4            | 0,4            | 5,0            |
| 1988/89                                                                                  | Атланта | 80               | 52               | 27,3             | 52,8             | 20,0             | 69,6             | 6,2              | 0,9              | 1,2              | 0,9              | 9,2              | 5              | 0              | 15,4           | 27,3           | 100,0          | 90,0           | 3,4            | 0,4            | 0,0            | 0,6            | 3,2            |
| 1989/90                                                                                  | Атланта | 75               | 5                | 22,7             | 50,9             | 20,0             | 68,0             | 4,3              | 1,1              | 0,7              | 0,5              | 6,9              | Не участвовал  | Не участвовал  | Не участвовал  | Не участвовал  | Не участвовал  | Не участвовал  | Не участвовал  | Не участвовал  | Не участвовал  | Не участвовал  | Не участвовал  |
| 1990/91                                                                                  | Чикаго  | 78               | 0                | 13,0             | 45,0             | 25,0             | 64,8             | 2,9              | 0,7              | 0,4              | 0,6              | 4,0              | 17             | 0              | 11,3           | 51,2           | 0,0            | 50,0           | 2,4            | 0,4            | 0,6            | 0,4            | 2,6            |
| 1991/92                                                                                  | Чикаго  | 79               | 0                | 12,9             | 49,8             | 16,7             | 62,5             | 2,9              | 0,8              | 0,3              | 0,6              | 3,9              | 22             | 0              | 8,7            | 43,9           | 0,0            | 50,0           | 1,9            | 0,4            | 0,2            | 0,3            | 2,9            |
| 1994/95                                                                                  | Денвер  | 57               | 0                | 8,2              | 42,3             | 0,0              | 42,2             | 2,2              | 0,5              | 0,2              | 0,4              | 2,3              | 3              | 0              | 11,7           | 50,0           | 0,0            | 50,0           | 3,0            | 0,3            | 1,0            | 0,7            | 2,3            |
|                                                                                          | Всего   | 830              | 216              | 20,4             | 51,6             | 15,2             | 67,6             | 5,2              | 0,9              | 0,6              | 0,7              | 7,1              | 82             | 0              | 12,9           | 50,2           | 50,0           | 66,7           | 2,8            | 0,4            | 0,3            | 0,5            | 3,8            |
| Наведите курсор мыши на аббревиатуры в заголовке таблицы, чтобы прочесть их расшифровку. |         |                  |                  |                  |                  |                  |                  |                  |                  |                  |                  |                  |                |                |                |                |                |                |                |                |                |                |                |